# Барду, Иоганн
Иога́нн Барду́ (фр. Johann Bardou (Bardow)) — гравёр, художник-портретист, работавший пастелью в XVIII веке.

## Биография
Годы жизни не известны, в разных источниках его называют французом или немцем. Имеются также сведения о его швейцарском происхождении.
Учился в Королевской Академии искусств в Берлине, по некоторым сведениям — у французского рисовальщика Эсташа Ле Сюэра, одного из членов-учредителей Академии искусств.
С 1775 года работал в Варшаве, возможно, был придворным художником короля Станислава Августа Понятовского.
С 1784 по 1794 годы жил и работал в России.

## Творчество
Иоганн Барду писал небольшие произведения, чаще всего в форме восьмиугольника. Художник предпочитал грунтованный холст и применял сложный двухслойный грунт на основе масляного связующего.
Из работ Барду особенно известны портреты императрицы Екатерины II, князя А. М. Голицына и Ланской, писанные им в 1775 году в Варшаве.

## Галерея

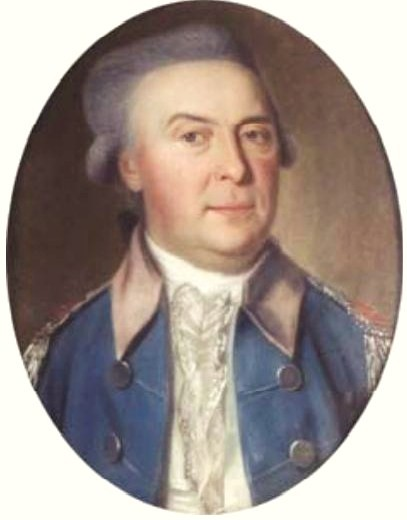
Портрет графа Н. Ф. Апраксина, 1775 г.
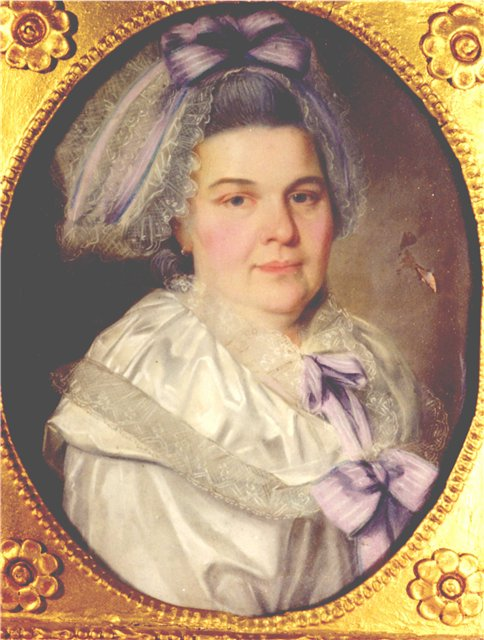
Портрет графини С. О. Апраксиной, 1780-е гг.
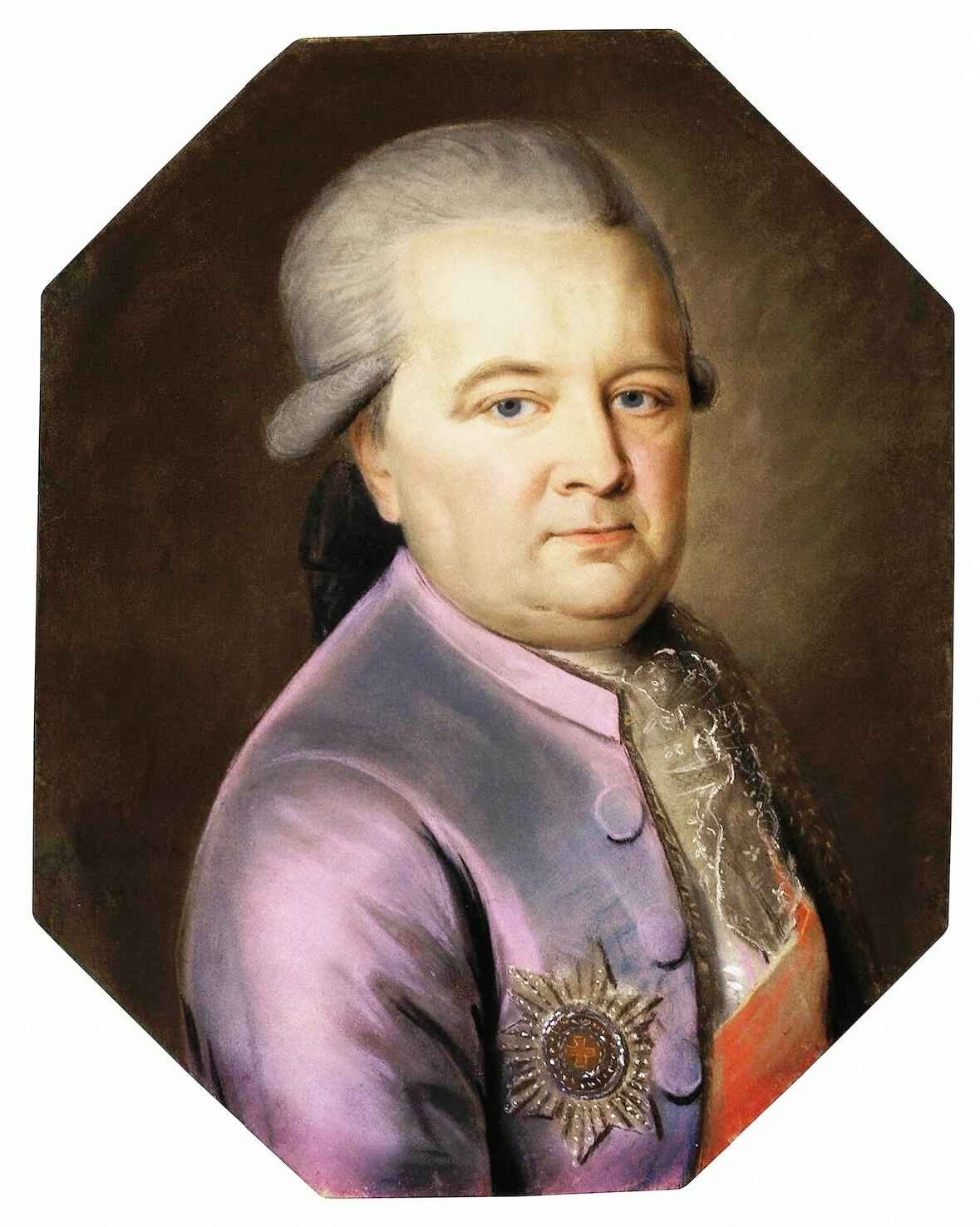
Портрет князя И. Ф. Голицына, ок. 1780 г.
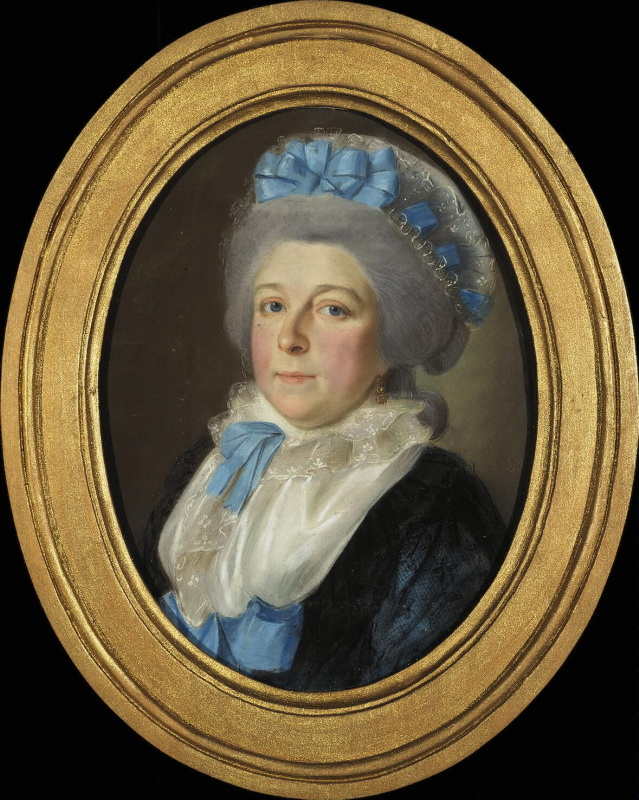
Портрет княгини Н. И. Голицыной, 1787 г.
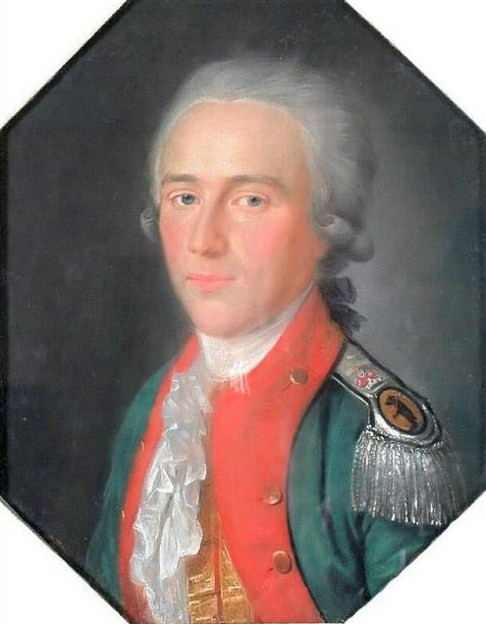
Портрет А. А. Делицына, 1785-1788 г.
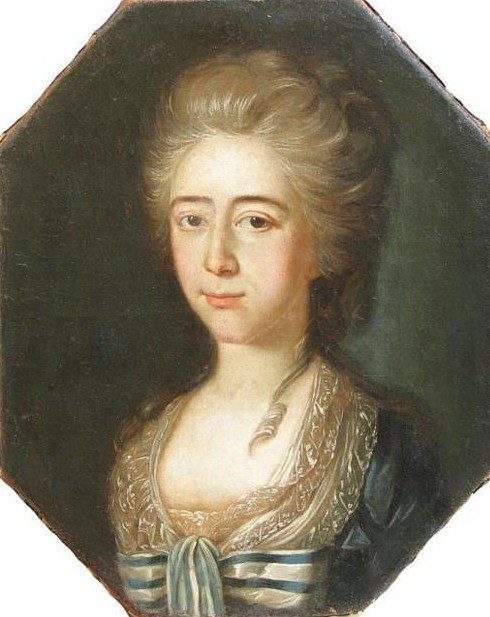
Портрет Д. А. Делицыной, 1786 г.
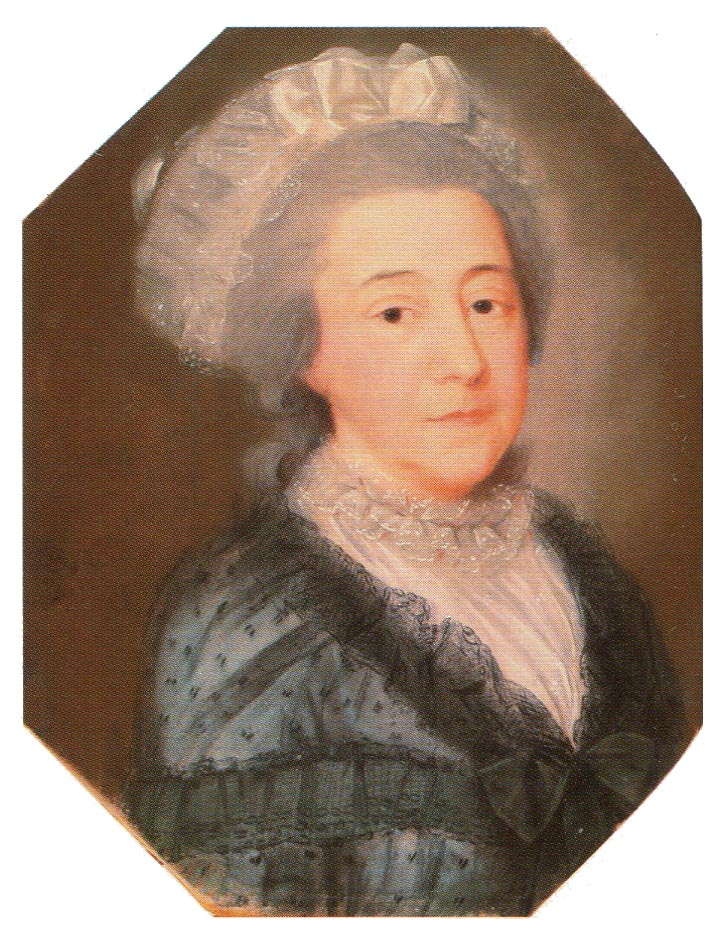
Портрет княгини А. В. Голицыной (?), 1786 г.
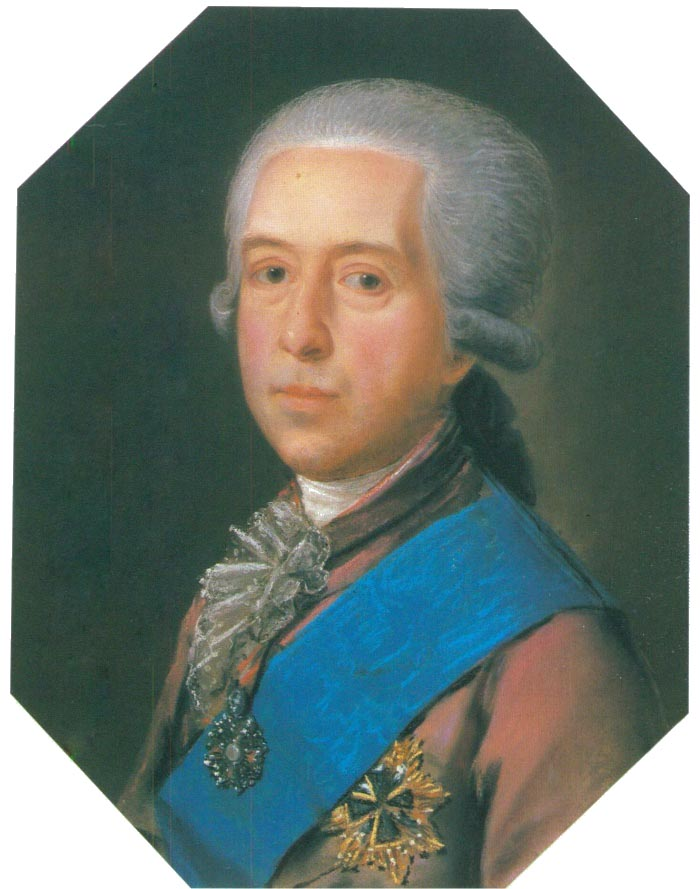
Портрет князя М. М. Голицына, 1786 г.
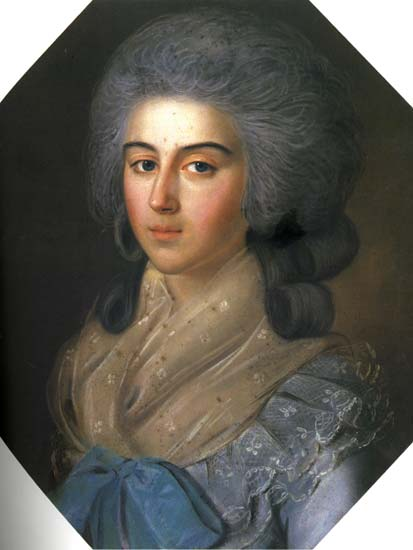
Портрет княгини А. А. Голицыной, 1780-е гг.
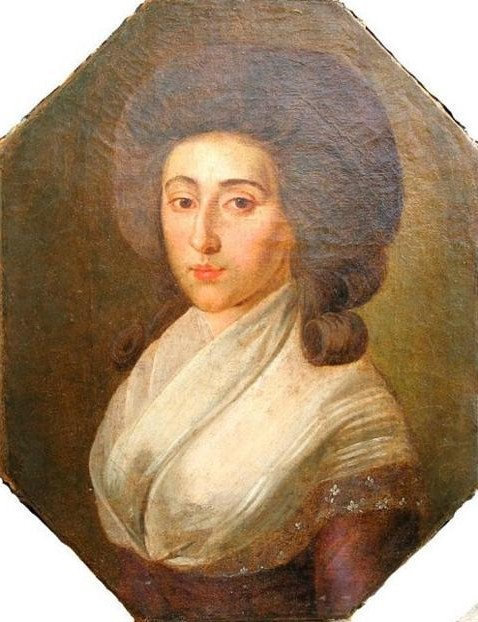
Портрет княжны Т. М. Голицыной, 1780-е гг.
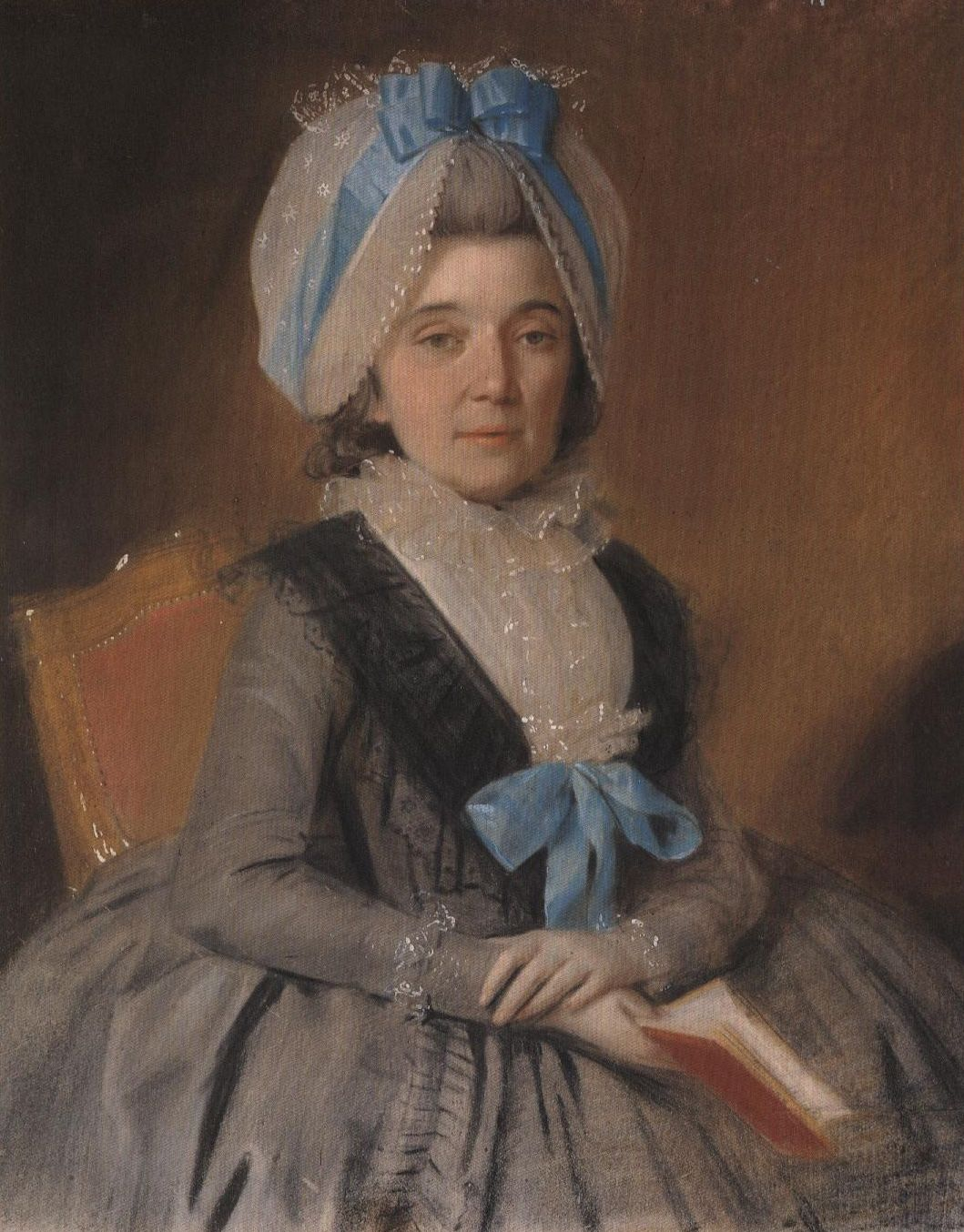
Портрет княгини П. И. Голицыной, 1780-е гг.
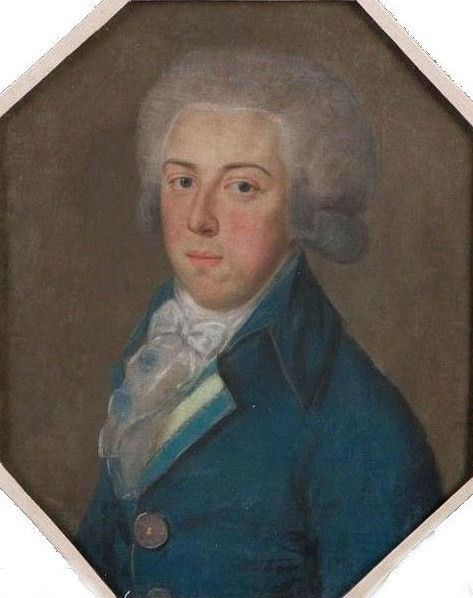
Портрет князя М. П. Голицына, 1780-е гг.
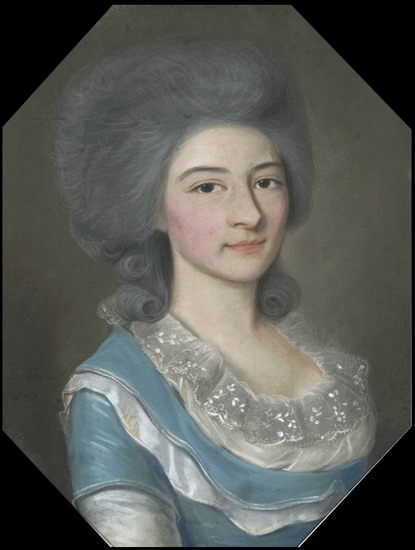
Портрет М. С. Бахметевой, 1780-е гг.
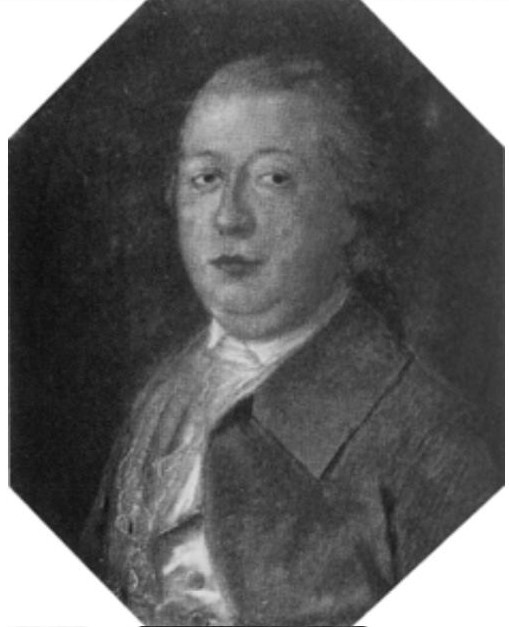
Портрет П. М. Опочинина (?), 1780-е гг.
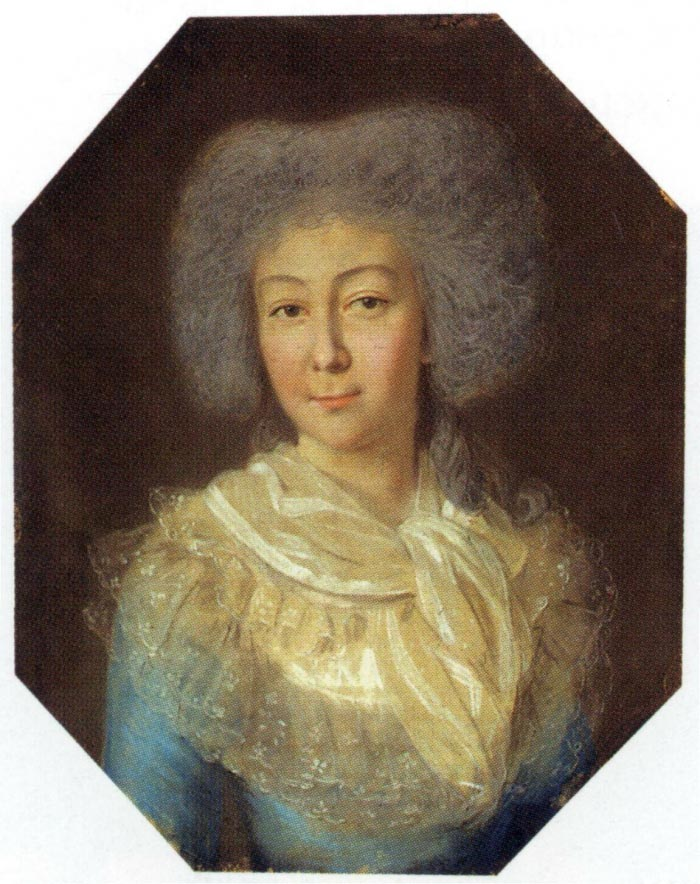
Портрет А. Ф. Опочининой (?), 1785 г.
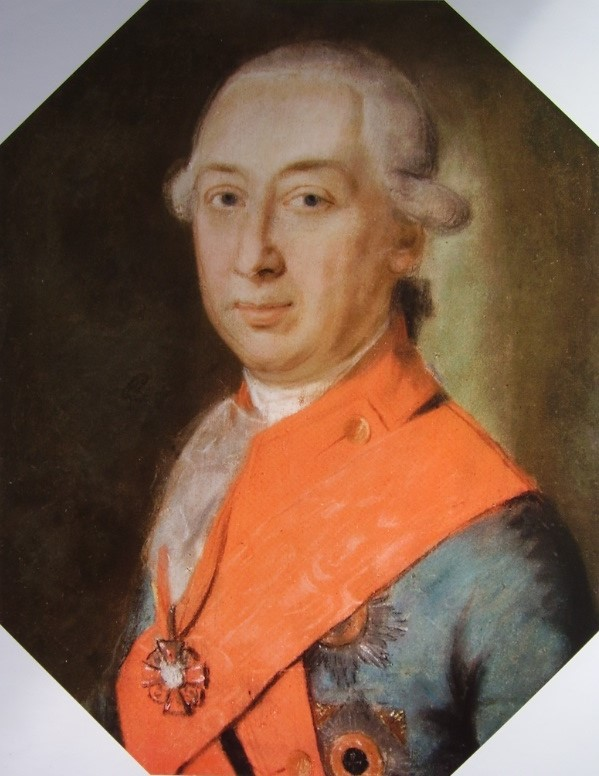
Портрет Е. П. Кашкина, 1780-е гг.
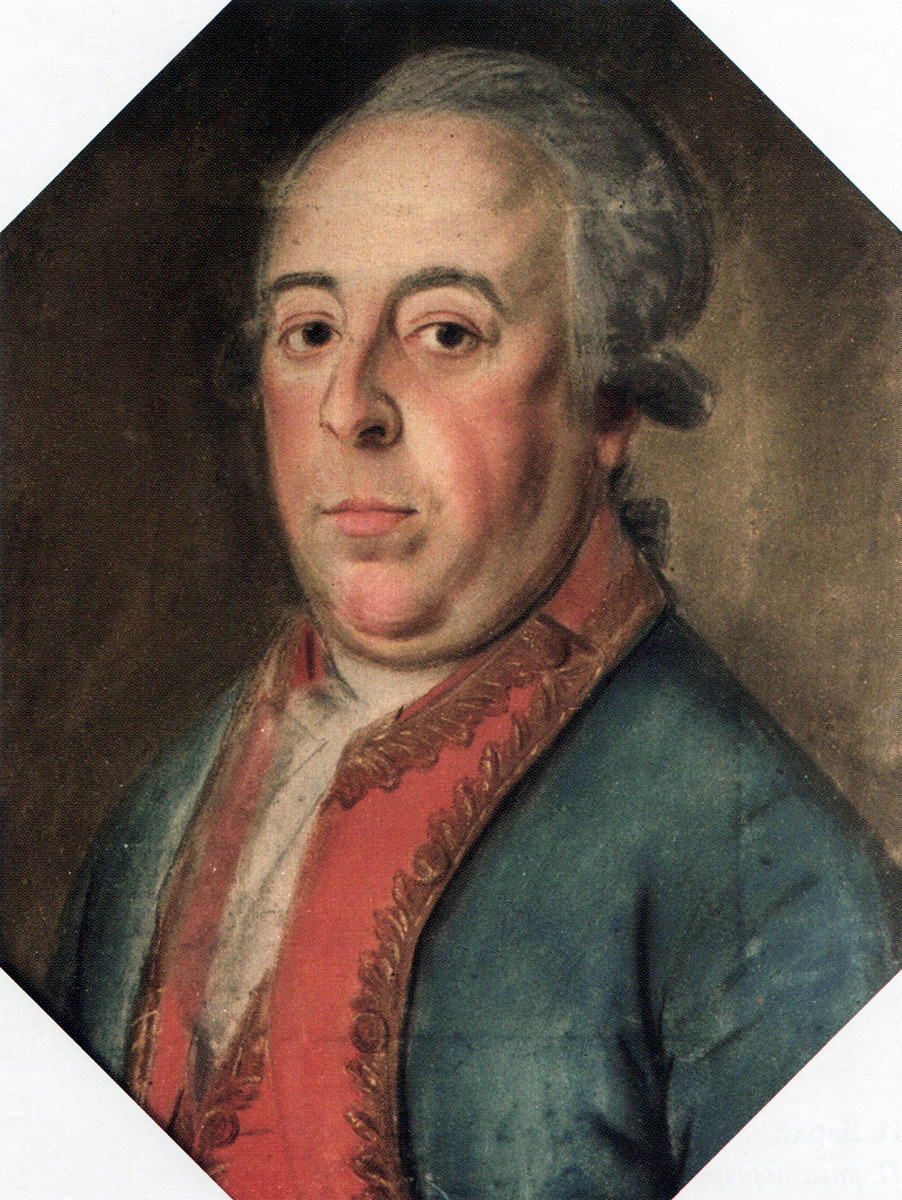
Портрет А. В. Салтыкова, 1780-е гг.
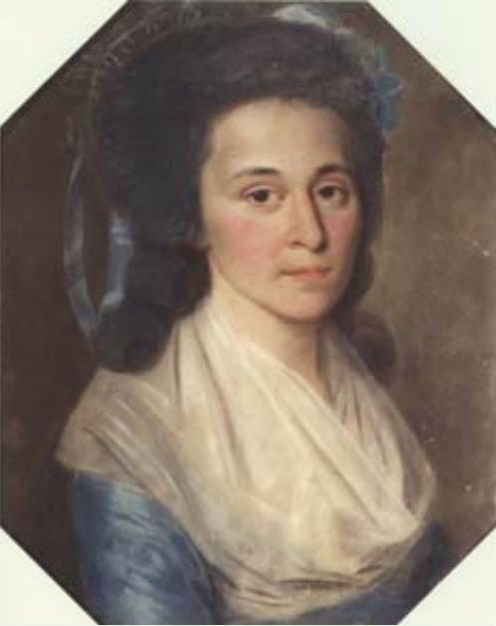
Портрет Е. А. Салтыковой, 1780-е гг.
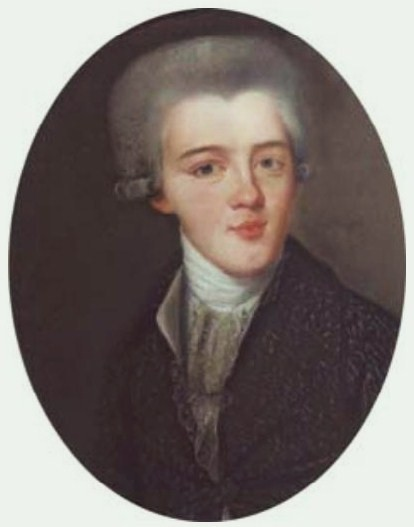
Портрет П. А. Ермолова, 1786 г.
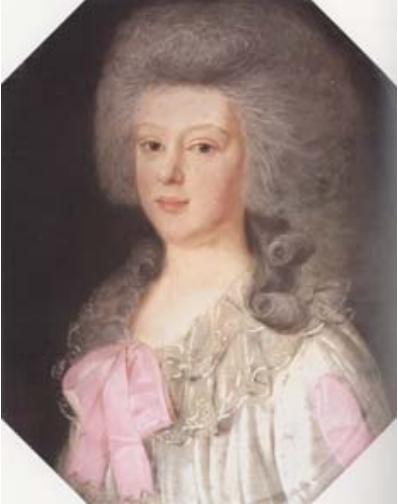
Портрет М. Д. Ермоловой, 1786 г.
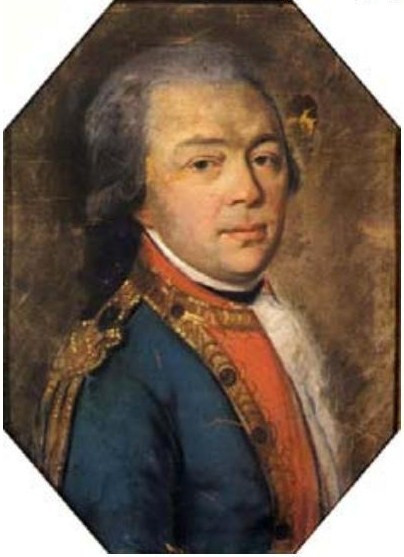
Портрет А. И. Левашова, 1790-е г.
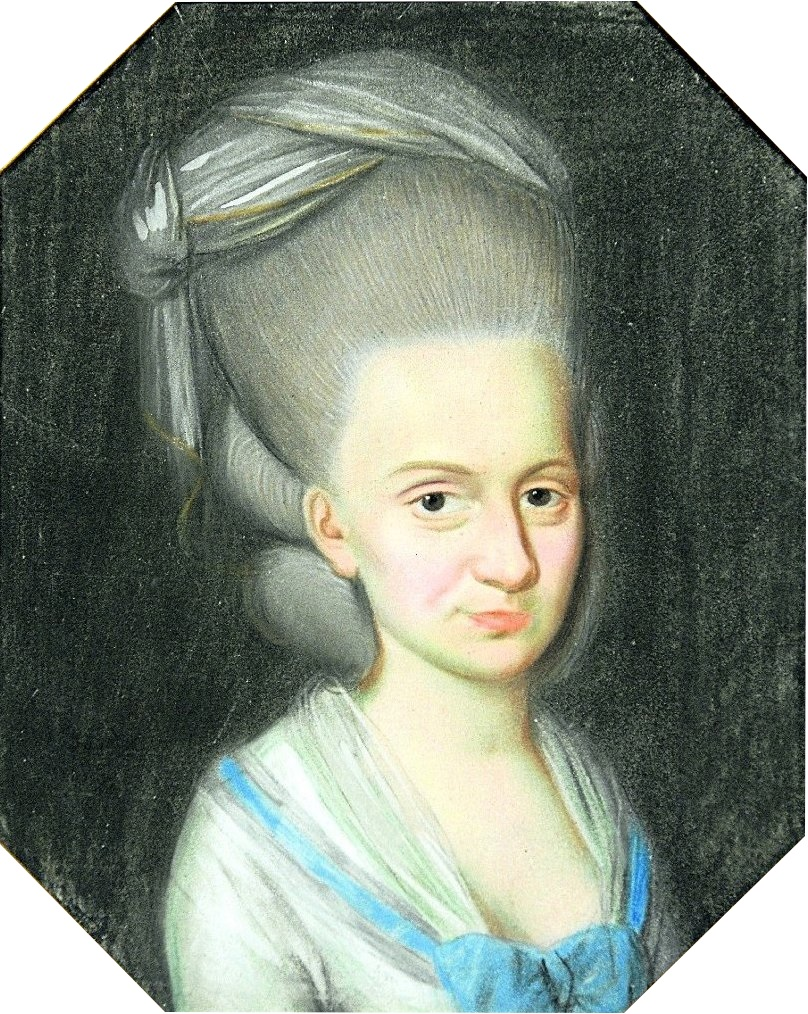
Портрет польской дворянки, 1787 г.